# Bakonyszentlászló
Bakonyszentlászló (em alemão: Laßldorf) é um município da Hungria, situado no condado de Győr-Moson-Sopron. Tem 38,51 km² de área e sua população em 2015 foi estimada em 1.753 habitantes.